# Karlsbad
Karlsbad – gmina w Niemczech, w kraju związkowym Badenia-Wirtembergia, w rejencji Karlsruhe, w regionie Mittlerer Oberrhein, w powiecie Karlsruhe. Leży ok. 15 km na południowy wschód od Karlsruhe.

## Ortsteile
- Auerbach
- Ittersbach
- Langensteinbach
- Mutschelbach
- Spielberg

## Współpraca
Miejscowości partnerskie:
- Heldrungen, Turyngia
- Hüttau, Austria
- Schernberg – dzielnica Sondershausen, Turyngia